# (5547) Acadiau
(5547) Acadiau est un astéroïde de la ceinture principale.

## Description
(5547) Acadiau est un astéroïde de la ceinture principale. Il fut découvert le 11 juin 1980 à l'Observatoire Palomar par Carolyn S. Shoemaker. Il présente une orbite caractérisée par un demi-grand axe de 2,62 UA, une excentricité de 0,12 et une inclinaison de 12,7° par rapport à l'écliptique.

## Compléments